# 表现度
表现度在遗传学上指遗传缺陷的表现程度；表现度不同时，性状外显可有轻重的不同，但只要是有这种相应基因型的人，不会完全没有表现。

表现度在计算机科学领域中的形式语言以及有限状态自动机中，代表一个(形式)语言用于描述一类问题或一些解决方案的能力。

## 请参看
外显度